# Vernonia clavata
Vernonia clavata là một loài thực vật có hoa trong họ Cúc. Loài này được Gardner miêu tả khoa học đầu tiên năm 1846.